# Єрасхаун
Єрасхаун (вірм. Երասխահուն) — село в марзі Армавір, на заході Вірменії. Село розташоване за 14 км на південний захід від міста Вагаршапат, за 4 км на південь від села Джрарбі, за 4 км на захід від села Джрарат, за 3 км на північний схід від села Варданашен та за 5 км на південний схід від села Єхегнут.